# فيصل بن سلطان القاسمي
سمو الشيخ فيصل بن سلطان القاسمي من أسرة القواسم الحاكمة التي تحكم إمارتي الشارقة ورأس الخيمة. كان الشيخ فيصل أول وكيلٍ لوزارة الدفاع ورئيس الأركان في أبوظبي. وحاليًا يشغل الشيخ فيصل منصب رئيس مجلس إدارة عدد من الشركات الخاصة؛ كشركة فيصل القابضة، جيبكا، غراند ستورز، إدارة الضيافة القابضة إتش إم إتش، والبنك العربي، وتمكن من إمتلاك العديد من الشركات والفروع القوية في القطاعات الصناعية الرئيسية مثل العقارات والإسكان والسياحة والتجارة والتسويق والطاقة والموارد والطباعة الأمنية فضلاً عن الاستثمار في الأسهم الخاصة.

## النشأة ومسيرته التعليمية
حكم والد الشيخ فيصل، الشيخ سلطان، رأس الخيمة من 19 تموز/يوليو عام 1921 إلى شباط/فبراير عام 1948 م كما أن جد الشيخ فيصل، الشيخ سالم، حكم رأس الخيمة من 14 نيسان/إبريل عام 1868 لمدة عام، وحكم الشارقة من 14 نيسان/إبريل عام 1868، إلى آذار/مارس عام 1883.
استهل الشيخ فيصل مسيرته التعليمية في مدرسة الكتاتب في إمارة رأس الخيمة، ومن ثُم بمدرسة الأحمدية في دبي والمدرسة القاسمية في الشارقة. انضم الشيخ فيصل في عام 1954 إلى كشافة ساحل عمان، وتخرج في عام 1956 من كلية زايد الثاني العسكرية في الأدرن. وبعد التخرج، شغل منصب ملازم في كشافة ساحل عمان لمدة أربع سنوات.
في عام 1960، التحق الشيخ فيصل بمدرسة مونس العسكرية في ألديرشوت، حيث تفوق الأمر الذي أدى لترقيته إلى مسؤول لجنة الملكة. بعد تخرجه من تلك المدرسة، رجع الشيخ فيصل إلى إمارات الساحل المتصالح ليشغل منصب ملازم في كشافة ساحل عمان مرة أخرى. وفي عام 1962، أكمل الشيخ فيصل مسيرته التدريبية والتعليمية في مدرسة التربية العسكرية في ويلتون بارك، بيكونسفيلد. وبعد انتهائه من الدورات وفي نفس العام، التحق بمدرسة الأسلحة الصغيرة في هيث. فضلاً عن ذلك، أنهى الشيخ تدريبه في مدرسة المشاة في وارمينستر.

## مسيرته العسكرية
في عام 1969، ترك الشيخ فيصل كشافة ساحل عمان لينضم إلى الشيخ زايد بن سلطان آل نهيان حاكم إمارة أبوظبي في ذلك الوقت، حيث عُيّن رئيسًا لديوان ممثل الحاكم في المنطقة الشرقية ورئيسًا للمحكمة. وكان ممثل الشيخ زايد في المنطقة الشرقية نجله الشيخ خليفة بن زايد الرئيس السابق لدولة الإمارات العربية المتحدة. وقد انتقل الشيخ فيصل برفقة الشيخ خليفة إلى أبوظبي بعد تنصيبه وليًا للعهد ونائبًا للقائد الأعلى للقوات المسلحة. وبعد وصولهم إلى أبوظبي في عام 1971، عُيّن الشيخ فيصل وكيلاً لوزارة الدفاع، ثم بعدها بعام رئيسًا لأركان القوات المسلحة في أبوظبي. وخلال فترةٍ قصيرة ما بين 1973 – 1974، عُين الشيخ فيصل رئيسًا للهيئة العربية للتصنيع خلفًا لأشرف مروان، وكان بذلك أول رئيس غير مصري للهيئة.

## الأوسمة والميداليات
وكونه شخصيةً مؤثرة، تقلّد الشيخ العديد من الميداليات خلال مسيرته وهي:

### الأوسمة الوطنية
دولة الإمارات العربية المتحدة: الميدالية العسكرية من الدرجة الأولى من الرئيس السابق لدولة الإمارات الشيخ زايد بن سلطان آل نهيان.

### الأوسمة الأجنبية
- الأردن: وسام الكوكب الأردني من الدرجة الأولى من الراحل الملك حسين (10.6.1974)
- مصر: وسام الاستحقاق من الدرجة الأولى من رئيس مصر أنور السادات (31.5.1972)
- المغرب: الوسام العلوي بدرجة ضابط كبير من الملك السابق للمملكة المغربية، الملك الحسن الثاني (12.8.1974)
- السودان: وسام النيلين من رئيس السودان الراحل جعفر النيميري (25.5.1974)